# 梁川町
梁川町（やながわまち）は、福島県伊達郡にあった町である。2006年1月1日、同じ伊達郡の伊達町、保原町、霊山町、月舘町と合併し、伊達市となった。

## 概要
福島県北東部、伊達郡最北部に位置していた。西は福島県伊達郡国見町、保原町、南は同じく伊達郡霊山町（りょうぜんまち）、東は宮城県伊具郡丸森町、北は宮城県白石市に接し、人口20,326人（平成17年10月1日）、面積82.93平方キロメートル。ほぼ中央を阿武隈川（あぶくまがわ）と広瀬川が流れ、国道349号、阿武隈急行線（第三セクター）が通る。
1889年（明治22年）4月1日、町村制施行に伴い伊達郡梁川村が町制を施行し梁川町が発足。1954年（昭和29年）に旧梁川町が東大枝村と合併し、1955年（昭和30年）に五十沢（いさざわ）村、富野村、山舟生（やまふにゅう）村、白根村、粟野村、堰本（せきもと）村と合併し、最終的な梁川町の形になる。なお、旧大枝村は一度東大枝村と西大枝村に分離し、一度はどちらも国見町と合併したが、昭和29年に「大字東大枝」は梁川町に移っている。2005年の時点で、大枝地区は東西が2つの町に分離していたが小学校は中心集落に1つしかなく、梁川町と国見町の共同運営（学校組合）というめずらしい形態であった。
なお、中心集落である梁川の地名は、阿武隈川または広瀬川が鮭の良好な漁場で簗が築かれていたことに由来するという。古くは簗川と表記したが、正徳元年（1711年）に、初代梁川藩主の松平義昌（尾張徳川氏系）が、簗川を梁川に改めた。

## 地理
- 西部は福島盆地の平野部に接し人口密度も高い。
- 東部は阿武隈高地の山間部となり、人口密度は低い。
- 西南部は県庁所在地である福島市中心市街まで15km強ということもあり、新興住宅地も分譲されていたが、少子化の影響もあって人口はゆっくりと減少していった。

### 気候
福島盆地に位置するため、典型的な内陸性盆地型気候で夏は猛暑となる。アメダスの梁川観測記録も、毎年、1年に何度かはその日の全国最高気温をマークする。冬の最低気温は厳冬期で氷点下5度程度。冬季の積雪は1〜2週間に一度10cm前後というケースが多く、数日ですぐにとける。年に2，3度、20〜30cm程度積雪することがあるが、これは梁川では「大雪」と呼ばれる。いわゆる雪国という状況ではない。梁川町北部の五十沢地区、東大枝地区は福島盆地の北端で南向きの斜面となるため、特に温暖である。

## 歴史
源頼朝の奥州藤原氏征伐の折り、隣町の国見町厚樫山（あつかしやま：古くは国見山とも）山裾が決戦場となった。伊達氏の記録によると、そこで功を立てた常陸国中村庄の中村氏が源頼朝から伊達郡、信夫郡を拝領し、伊達氏を名乗るようになった。それ以来豊臣秀吉による伊達政宗の転封までの約400年、梁川町は伊達氏の支配下となる。特に室町時代には伊達氏が梁川城を本拠地として奥州探題に任ぜられることにより、中世庭園が築かれ、多くの寺社が建立され、繁栄する。
伊達氏が戦国時代、米沢に本拠地を移した後は梁川城は重要な支城として使われ、伊達政宗が宮城地方に転封された後は会津に入封した蒲生氏の支城となり、蒲生氏の後、江戸時代初期までは上杉氏の支配となる。その後、幕府直轄になったり、梁川藩になったり繰り返しながら幕末を迎える。幕末には松前藩になったこともあった。
一方、幕末から昭和初期までは養蚕で栄え、蚕都とも呼ばれた。蚕の温暖育（人工的に室温を調節して効率的に生育させる）を発明し、飛躍的な繭の品質向上を果たして、全国から買い付け人がくるなど隆盛を極めた。町には多数の旅館や金融機関が開業し、歌舞伎座（広瀬座…現在は文化財として福島市に移築保存）もあった。現在町内に残る古い大きな民家は、幕末〜明治の繁栄した時代に建築された建物が多い。大手繊維メーカーである日東紡（日東紡績株式会社）が福島で創業したのも、梁川を中心とする福島盆地の養蚕産業と無縁ではない。また、千葉県佐倉市にある国立歴史民俗博物館にも、梁川の養蚕文化に関する展示があり、温暖育のために梁川の中村善右衛門が幕末に考案した日本初の寒暖計「蚕当計」のレプリカも展示してある。（「蚕当計」の実物は梁川町立梁川小学校に現存）
生糸相場の暴落に従って、養蚕一色だった農業は果樹栽培に転作が進み、特に大正年間に五十沢地区で考案された硫黄燻蒸干し柿「あんぽ柿」は特産品として名高い。
梁川の中央部を広瀬川が流れ、梁川城の地形が仙台城の地形と類似している。伊達政宗が伊達郡を没収されて仙台に移った際に、父祖伝来の地である伊達郡の広瀬川を仙台を流れる川の名としてつけたとも伝えられているが、実際にはそれより250年も前の南北朝期に仙台の川が広瀬川と呼ばれており、この伝承は間違いといえる。ただし、現在仙台にある寺社の少なくない数が、もともと梁川にあったものを米沢→岩出山→仙台と移していったことは記録にある。

## 地域

### 公立病院
- 梁川町国民健康保険病院
- 公立藤田総合病院 （福島県伊達郡国見町、桑折町、梁川町による公立藤田総合病院組合が運営）

### 教育

#### 高等学校
- 福島県立梁川高等学校

#### 小学校
- 梁川町立梁川小学校
- 梁川町立五十沢（いさざわ）小学校
- 梁川町立富野小学校
- 梁川町立山舟生（やまふにゅう）小学校
- 梁川町立白根小学校
- 梁川町立粟野小学校
- 梁川町立堰本（せきもと）小学校
- 国見町梁川町大枝小学校組合立大枝小学校（梁川町と国見町の共同運営）

#### 幼稚園
（いずれも1年保育）
- 梁川町立梁川幼稚園（梁川地区、五十沢地区、東大枝地区、白根地区）
- 梁川町立富野幼稚園（富野地区、山舟生地区）
- 梁川町立粟野幼稚園（粟野地区）
- 梁川町立堰本幼稚園（堰本地区）

#### 保育所/保育園
- - 各地区季節保育所。農業地区には公立の季節保育所を開所。季節保育所とは、農繁期の5月〜7月、夏休みを挟んで8月〜10だけ開所する農村文化に根ざした福祉制度。
  - 私立梁川保育園
  - 私立梁川中央保育園
  - 私立しらうめ保育園

## 行政

### 姉妹都市
- 北海道松前町

幕末、江戸幕府が対ロシア政策のために蝦夷地を一時的に直轄地にした折り、蝦夷地の松前藩を一時的に梁川に転封し、梁川が松前藩となった。藩士たちが松前と梁川を往復したことによるゆかりの品、文化も多く、その縁で松前町と姉妹都市提携を結んでいる。

### 合併の経緯
全国的な平成の大合併の動きの中、伊達郡ではまず9町（桑折町、伊達町、国見町、梁川町、保原町、霊山町、月舘町、川俣町、飯野町）で任意合併協議会を設置して合併を検討してきたが、伊達郡北部よりも福島市との結びつきが強い同郡南端の川俣町と飯野町が離脱し、残る7町で2003年12月、法定合併協議会「伊達7町合併協議会」を設立した。
新市名は公募をもとに「伊達市」に決定。北海道に伊達市が既にあるが、総務省から「既存市から異議がなければ問題はない」との回答を得るとともに、北海道伊達市からも新市の名称を定めることに対し「異議を唱える立場ではない」との回答を得たため、最終的に新市名は「伊達市」に決定した。
しかし、その後2004年9月に桑折町が離脱を表明して、同11月に「伊達6町合併協議会」に改組改名した。さらに11月には国見町長選挙で合併反対派（共産党系）の町長が当選、合併賛成を議決する町議会と対立して国見町の合併が不透明になった。そのため、2005年1月、伊達6町合併協議会は無期休止となり、残る5町で新規に「伊達5町合併協議会」を設立し、3月1日にこの5町で合併協定書に調印した。1月から9月まで伊達6町合併協議会と伊達5町合併協議会が併存することになったが、9月30日に伊達6町合併協議会は解散した。伊達5町合併協議会は伊達市が誕生する前日である12月31日に解散予定。
市庁舎は本庁舎が平成17年2月に完成した旧保原町役場となり、分庁舎が旧梁川町役場となった。市庁舎機能は部署によって本庁舎と分庁舎（約6km離れている）に分散し、たとえば市長室や議会、総務部などは本庁舎だが、教育委員会や福祉関係の部署は分庁舎となる。また利便性を考え、現在の伊達町役場、霊山町役場、月舘町役場は市役所支所となる。基本的に合併後も各町の独自性を残す分散型合併で、住民サービス関連窓口に関してはいちいち市役所まで出向かなくても、それぞれの地域の現町役場ですませることができるようになる。

## 産業
農業が盛んで、特に果樹の特産物が多いが、工業団地もある。西端の工業団地には太陽誘電グループのザッツ福島の工場があり、国内最大の光ディスク（CD/DVD）生産工場となっている。

### 養蚕業
陸奥国伊達郡（現在の福島県伊達郡と福島県伊達市）は江戸時代中期に天領となって以後、より一層養蚕が奨励された。蚕都として知られた伊達郡梁川（やながわ：現 福島県伊達市梁川町）では、中村善右衛門（1809-1880）が蚕当計を発明して安定的な養蚕の実現した。
伝統的な養蚕は清涼育とよばれる自然の温度で蚕を飼育する。天候に左右される不安定な飼育だった。幕末には人工的に温度や湿度を管理して蚕を効率的に飼育しようとする温暖育が試みられるようになったが、勘と経験による不安定さを払拭できなかった。中村善右衛門は蘭方医の体温計をヒントに蚕当計（寒暖計の一種）を発明し、初めて温度・湿度を正確に管理する温暖育が可能にした。なお、天領の時代、梁川の生糸は江戸幕府指定品だった。
18世紀後半、日本の主要な蚕種産地は陸奥国信達地方（信夫郡と伊達郡）と上野国長沢と下総国結城だったが、当時年間25万枚生産されていたという種紙（蚕の卵を付ける紙）のうち、18万枚は信達地方の生産だった。
温暖育と合理的な人工交配による養蚕業の効率化で大規模経営化が進んだ伊達郡一帯の養蚕業では、蚕種業（蚕の人工交配や卵の売買）、養蚕業（養蚕と繭の出荷）、製糸業などの分業化が進み、豪農が誕生し、各地から集まる買い付け人のための関連産業（旅館、娯楽施設）なども発展した。江戸時代後半には、さまざまな養蚕技術書がまとめられて、広く養蚕農家に普及し、品質向上に寄与している。また、養蚕研究と相まって、民間の学問や算術も盛んになった。
また五十沢（いさざわ）村（現伊達市梁川町五十沢地区）の庄屋であった宍戸氏は、江戸の三井家と提携して梁川一帯の生糸を江戸に出荷し、財をなした。その財で、江戸幕府の桑折陣焼失時の再建、江戸城北の丸焼失時の再建などに多額の寄付をして、幕府より永世苗字帯刀を許されている。

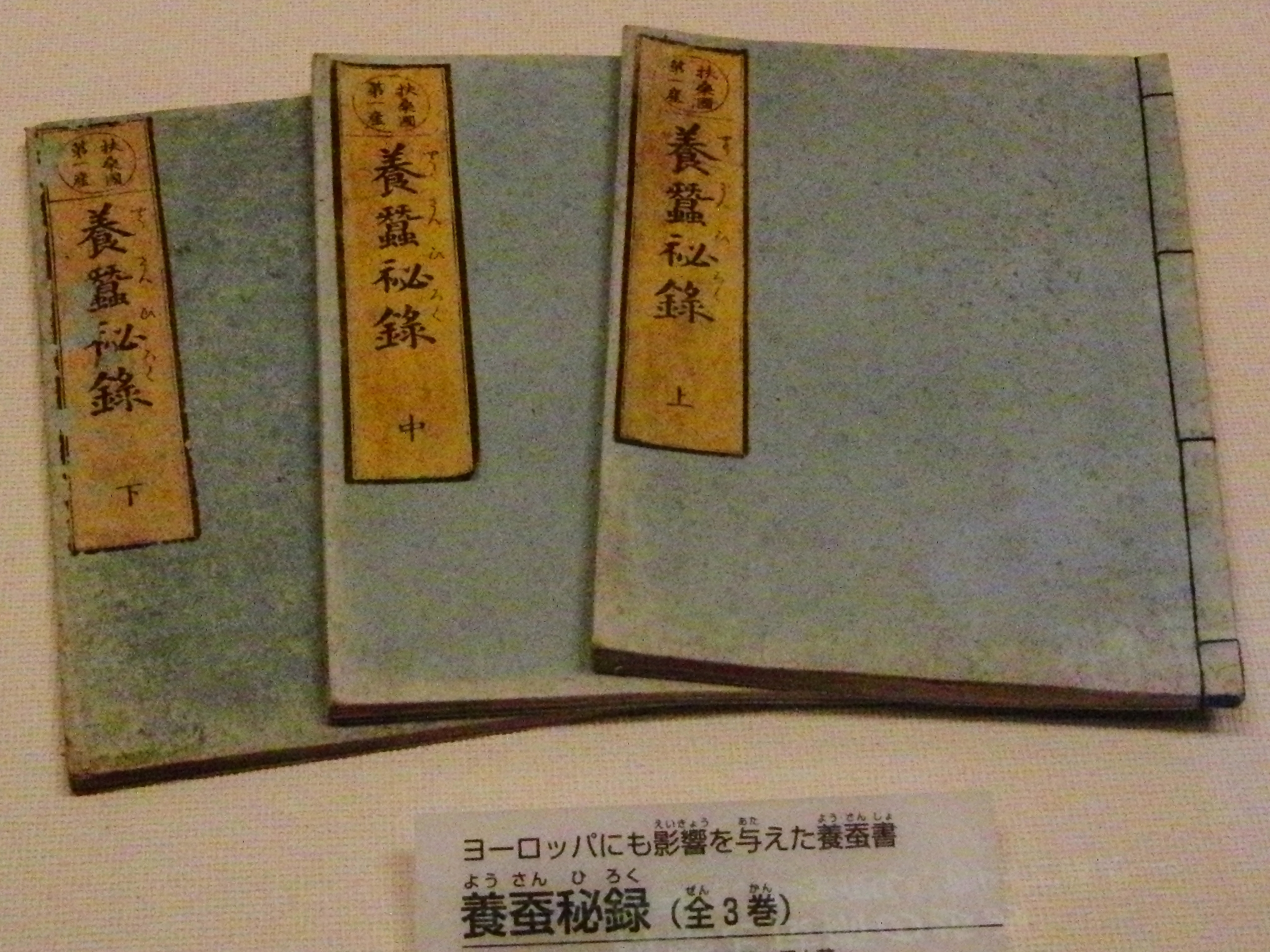
『養蚕秘録』。上垣守国著、1803（享和3）年刊。国立科学博物館の展示。

但馬国養父郡（現兵庫県養父市）の養蚕研究家だった上垣守国は、但馬国での養蚕業発展のために毎年のように信達地方を訪れて研究し、その成果を「養蚕秘録」としてまとめた。養蚕秘録は養蚕指導書として広く普及し、シーボルトも帰国する際に持ち帰り、ヨーロッパでフランス語やイタリア語にも翻訳された。こうしてヨーロッパに紹介された養蚕技術書はフランスのパスツール研究所でもテキストとして使用され、特に交配技術は遺伝学研究の貴重な資料になったと言われる。
明治にはいると、養蚕景気をあてこんで信達地方には100以上の銀行が乱立し、日本銀行福島支店も設立された（福島支店は東北地方では初の日本銀行出先機関である）。
その後、梁川には大正3年に蚕業試験場が設立され、昭和42年には福島県農業短期大学校蚕業科（養蚕専門大学）も併設された。しかし、養蚕業の斜陽化とともに勢いを失い、昭和50年代後半には養蚕農家はほとんど廃業。農業短期大学校蚕業科も東アジアからの留学生受け入れが中心となり、平成元年には廃校となった。その後、蚕業試験場は福島県農業試験場梁川支場として整理され、さらに平成18年3月31日には閉場となった。梁川支場の蚕に関する研究は、平成18年4月に福島県郡山市日和田町に開所した福島県農業総合センターに引き継がれている。（同センターは福島県内各地の農業関係施設を整理統合している）

### 養蚕業の現在
現在、梁川で養蚕農家は数軒しか残っていない。養蚕農家の多くは桑畑を果樹園に転作し、桃、りんご、あんぽ柿生産の果樹農家へと転身している。製糸業者はメリヤス（ニット）産業などに転業した。
2006年の時点で、旧梁川町を含む伊達市には15軒の農家が昔ながらの養蚕業を営んでおり、また400年来の手作りの製法で真綿を作っている工房がある。入金真綿（いりきんまわた）として市場に出荷されているこの製品は、全国で唯一現存する、機械を使わない完全手作りの高級真綿となっている。
こうした梁川を中心とする伊達郡の養蚕文化は、千葉県佐倉市の国立歴史民俗博物館でも第3展示室の民衆文化のコーナーに養蚕文化として常設展示している。国立歴史民俗博物館には中村善右衛門が発明した蚕当計のレプリカが展示されているが、福島県伊達市立梁川小学校にはその実物が現存する。
全国には梁川以外にも群馬県、埼玉県、和歌山県、鳥取県、熊本県など、各所に明治〜昭和初期に養蚕景気にわいた地域があるが、いずれも、現在は衰退している。

### 養蚕業に関する年表
- 正保2年（1645年）、このころに養蚕業が起こり、梁川では4のつく日と9のつく日に絹糸や真綿を売買する市が立つようになる。
- 万治1年（1658年）、信達（信夫郡と伊達郡）の生糸は「登世糸」とよばれ、京に出荷されるようになる。
- 宝暦7年（1757年）、幕府は蚕糸、蚕種に課役。
- 明和6年（1769年）、このころから登世糸がさかんになる。
- 安永2年（1773年）、伊達郡・信夫郡の17村が蚕種冥加金180両を幕府に上納し、奥州蚕種本場の銘（登録商標）を獲得する。
- 寛政8年（1796年）、田口留兵衛が火蚕法（火力育温暖育）の研究を始める。このころ、伊達郡では蚕種の梁川、蚕糸の掛田、織機の川俣という分業が起きてくる。また、梁川に隣接する白根、山舟生（やまふにゅう）では種紙の生産がさかんになる。
- 天保9年（1838年）、田口留兵衛が温暖育を完成させる。
- 弘化4年（1847年）、梁川の中村善右衛門が蚕当計（養蚕用寒暖計）を発明。
- 嘉永2年（1849年）、中村善右衛門が蚕当計秘訣を刊行。
- 安政5年（1858年）、梁川の中井閑民が養蚕精義を刊行。
- 文久1年（1861年）、「福島種（ふくしまだね）」と称する粗悪な偽種が市場に出回るようになり、悪種販売を防止するため、梁川の中村半三郎らが養蚕講を組織して蚕種銘鑑を刊行。

## 化石
町中央部を流れる広瀬川の河床で、約2000万年前のほ乳類、パレオパラドキシアの化石が発掘された。前足以外はほぼ全身骨格がそろっている貴重な化石である。実物は福島県立博物館に収蔵。梁川町商店街にあるショッピングモール「パレオ」は、パレオパラドキシアの名前にちなんでいる。
- 2006年（平成18年）9月、地域の中心的なスーパーマーケットであったヨークベニマル梁川店の大幅な改装に伴い、ショッピングモール「パレオ」は解散した。

## 交通

### 道路
- 一般国道
  - 国道349号

### 鉄道
- 阿武隈急行
  - 阿武隈急行線：新田駅 - 梁川駅 - やながわ希望の森公園前駅 - 富野駅 - 兜駅

### 路線バス
- 福島交通：福島交通梁川営業所が所在していた。